# Txegodàievo
Txegodàievo (en rus: Чегодаево) és un poble de l'óblast de Tula, a Rússia, segons el cens del 2010 tenia 24 habitants.